# Tam Trĩ Tử
Tam Trĩ Tử (tiếng Trung: 三峙仔; bính âm: Sānzhìzǎi) là một đảo cát nhỏ thuộc nhóm đảo An Vĩnh, quần đảo Hoàng Sa. Nó nằm giữa đảo Trung và đảo Nam, nhưng nằm gần đảo Nam hơn. Các tọa độ địa lý là 16°57'00"N vĩ độ bắc và 112°19'48"E kinh độ đông. Hiện tại, đảo này đang được quản lý bởi thành phố Tam Sa, tỉnh Hải Nam, Trung Quốc.

Thực thể này mới được Trung Quốc đặt tên vào ngày 19 tháng 4, 2020.